# Riserva naturale Trenta Coste
La riserva naturale Trenta Coste è un'area naturale protetta nella provincia di Cosenza, in Sila Greca, all'interno del Parco nazionale della Sila. La riserva occupa una superficie di 295 ettari ed è stata istituita nel 1977.

## Comuni
Corigliano Calabro

## Flora
Nella riserva sono conservati ben 245 ha di fustaia pura di pino larìcio (Pinus nigra laricio), oltre che boschi misti di castagni, abeti bianchi, cerri e faggi.